# Dziewanna wielkokwiatowa

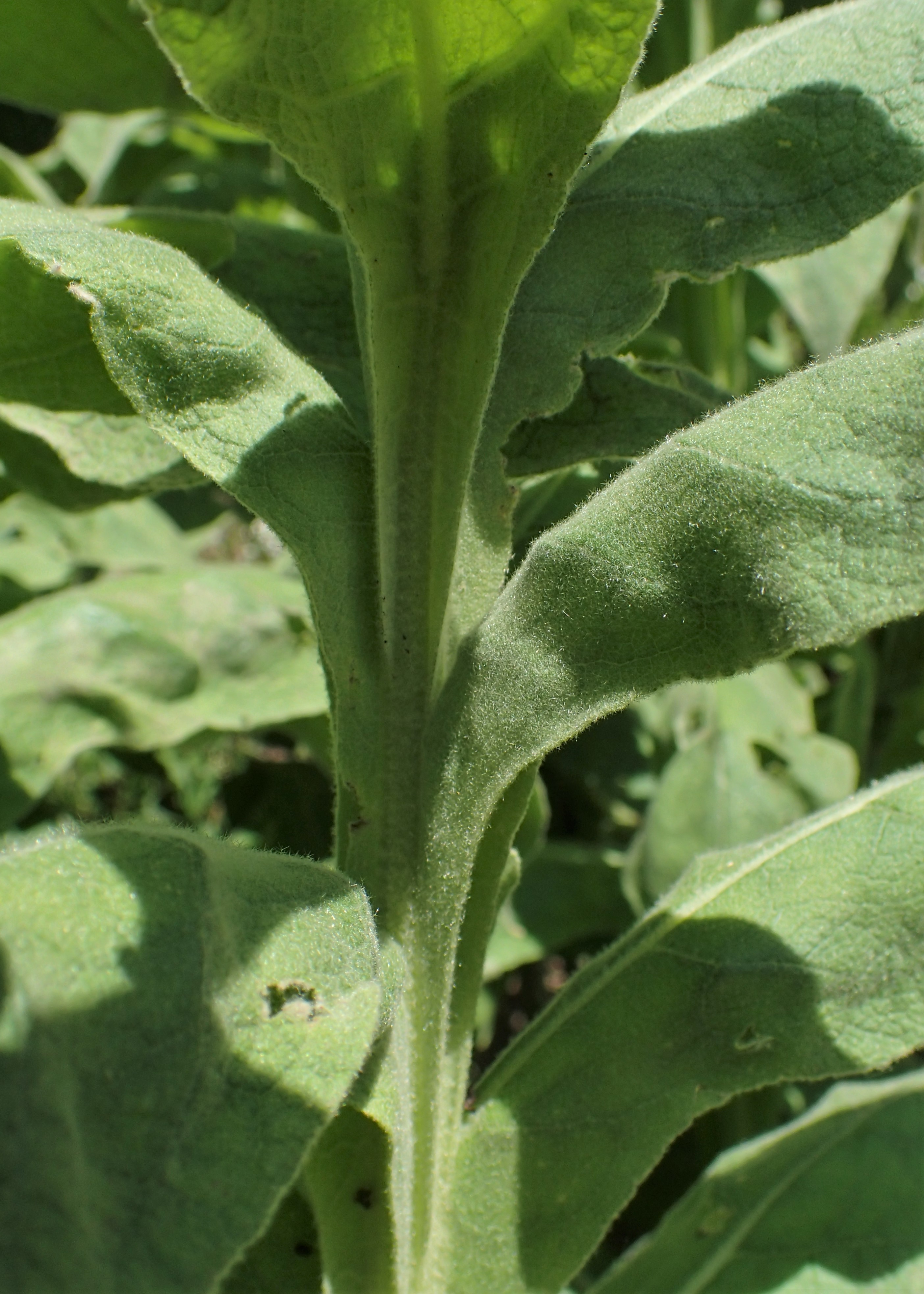
Charakterystyczne, długo zbiegające nasady liści

Dziewanna wielkokwiatowa (Verbascum densiflorum Bertol.) – gatunek rośliny z rodziny trędownikowatych (Scrophulariaceae). Występuje w południowej i środkowej Europie oraz w Turcji i części Kaukazu. W Polsce jest dość pospolity.

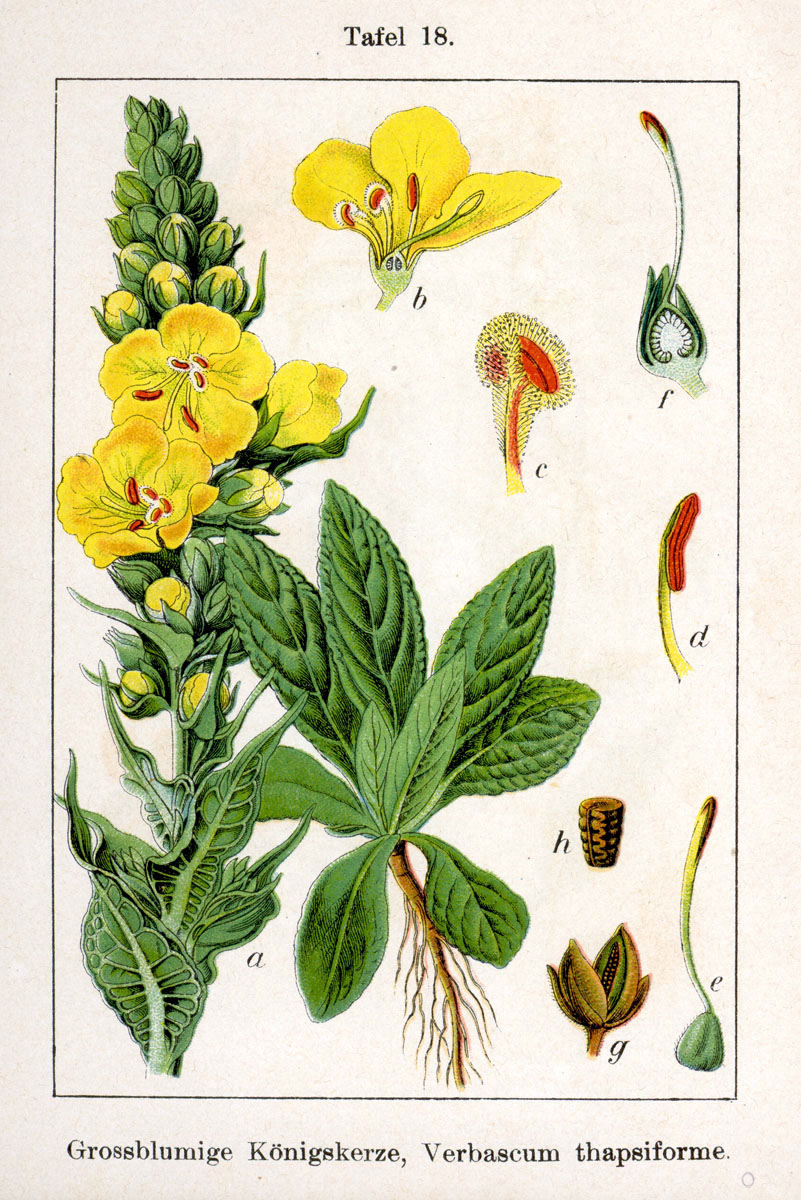
Morfologia

## Morfologia

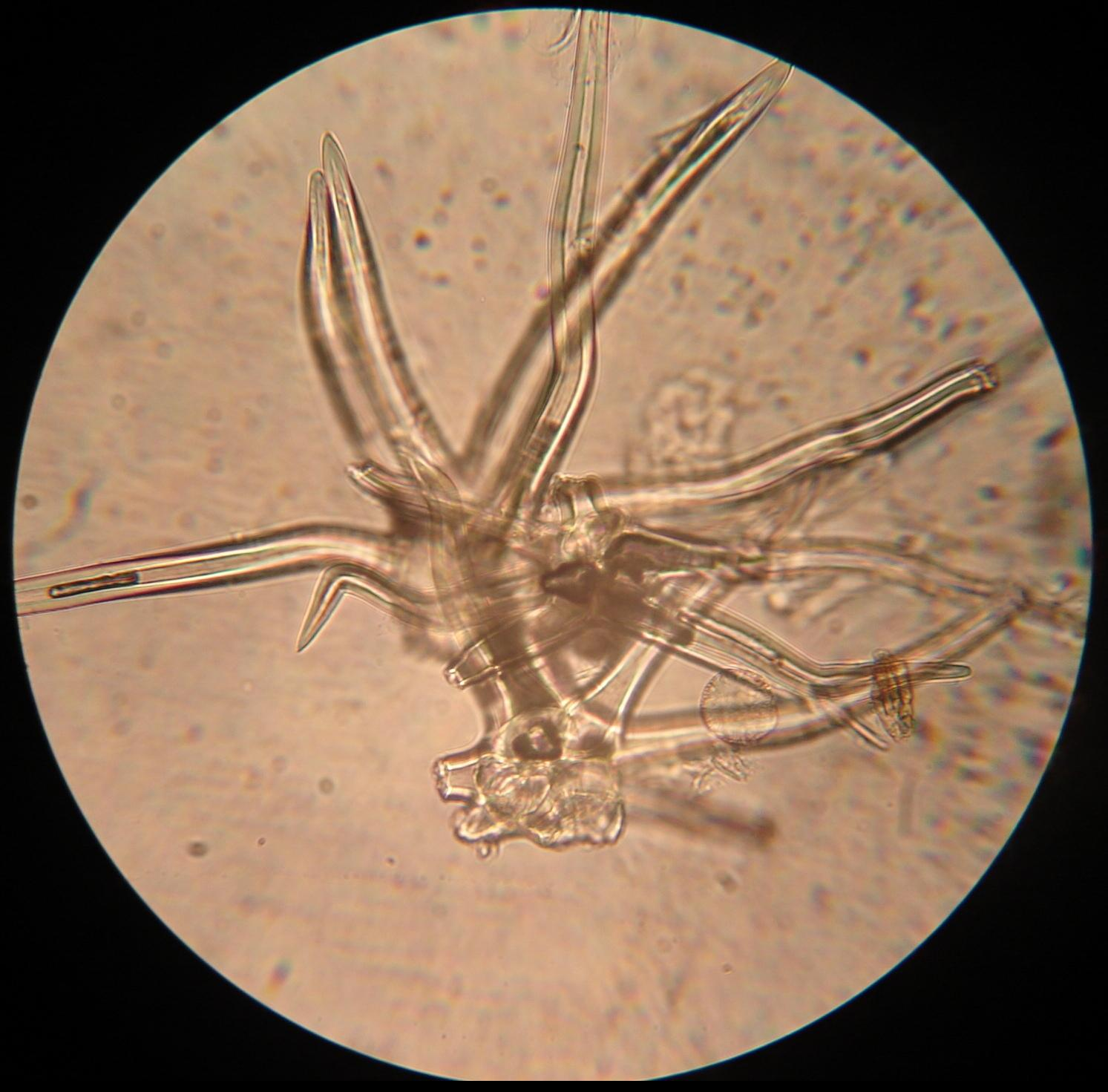
Włosek choinowaty na kwiecie widziany pod mikroskopem (powiększenie 40x)

ŁodygaWzniesiona, prosta, o wysokości do 2 m, pokryta żółtawym kutnerem.
LiścieOdziomkowe  mają ogonki przeważnie dwukrotnie dłuższe od blaszki, są grubo karbowane lub wrębne i mają klinowatą lub zaokrągloną nasadę. Dolne liście łodygowe  są  eliptyczne lub odwrotnie jajowate, słabo karbowane. Środkowe i górne są szerokosercowate i krótko zbiegające po łodydze. Wszystkie są pokryte gęstym kutnerem. Podsadki mają długość 9-15 mm.
KwiatyZebrane w długie grono (wyglądem przypominające kłos) na szczycie łodygi. Oś kwiatostanu jest nieogruczolona. Kwiaty żółte, o płaskiej koronie średnicy 3–5 cm, wyrastające na szypułkach krótszych od kielicha. Znamiona słupków wydłużone, dwustronnie zbiegające po szyjce. Pręciki dwusilne, równowąskie pylniki dłuższych pręcików zbiegają po nitkach i są co najwyżej dwukrotnie krótsze od nitek. Nitki pręcików częściowo nagie, częściowo biało owłosione.
OwocTorebka o długości do 100 mm, zawierająca liczne, drobne nasiona.

## Biologia i ekologia
Roślina dwuletnia, hemikryptofit. W pierwszym roku wytwarza jedynie rozetę liści przyziemnych, w drugim natomiast łodygę z liśćmi, kwiatami i owocami. Kwiaty przedsłupne lub równoczesne, zapylane przez błonkówki i muchówki. Kwitnie od lipca do września. Siedliska ruderalne, słoneczne wzgórza, kamieńce nadrzeczne, poręby. Głównie na glebach piaszczystych i kamienistych.  W klasyfikacji zbiorowisk roślinnych gatunek charakterystyczny dla SAll. Onopordenion, Ass. Onopordetum acanthii.

## Zmienność
Tworzy mieszańce z dziewanną firletkową (V. x ramigerum Link.), dz. pospolitą (V. x adulterinum Koch.), dz. kutnerowatą i innymi.

## Zastosowanie

### Roślina lecznicza[8][9]
Surowiec zielarskiKwiat dziewanny (Flos Verbasci) syn. korona dziewanny (Corolla Verbasci). Równocennego surowca dostarczają trzy gatunki: dziewanna wielkokwiatowa, drobnokwiatowa oraz kutnerowata. Kwiaty barwy od jasnożółtej do brunatnej i średnicy od 20 do 30mm. Istotnymi składnikami surowca są śluzy (do 3%), ponadto saponiny m.in. werbaskosaponina, irydoidy: aukubina, flawonoidy, barwniki karotenowe: β–karoten, β–krocetyna i ksantofile, ślady olejku lotnego i kwasu jabłkowego oraz do 6% soli mineralnych. Spośród składników obojętnych zwraca uwagę znaczna zawartość sacharozy i innych cukrów (do 20%).
DziałanieWodne wyciągi surowca mają zastosowanie głównie wykrztuśne (dzięki zawartości saponin) oraz osłaniające (dzięki obecności śluzu). Działają również przeciwzapalnie na błony śluzowe jamy ustnej, gardła, oskrzeli, przełyku, żołądka i jelit, a także dróg moczowych łącznie z pęcherzem. Doustnie podawane wyciągi z dziewanny mają nieznaczne działanie moczopędne i napotne. Stosowane zewnętrznie na skórę kwiaty działają odmiękczająco, gojąco i przeciwzapalnie. Stwierdzono działanie surowca przeciw wirusom grypy A2 i B.
DawkowanieNapar z kwiatów dziewanny przygotowuje się zalewając 1 łyżkę surowca szklanką ciepłej wody i ogrzanie do wrzenia (nie gotować). Następnie napar należy odstawić na 15 minut i przecedzić. Pić 2-3 razy dziennie po ½ szklanki ciepłego naparu po jedzeniu.
Zbiór i suszenieDo celów leczniczych zbiera się ze stanu naturalnego, rzadziej z upraw, w drugim roku wegetacji rośliny korony kwiatowe z przyrośniętymi do niej pręcikami, gdy kwiaty są już całkowicie rozwinięte. Do zbioru przystępuje się, gdy korony obeschły z porannej rosy, ponieważ wilgotne brunatnieją w czasie suszenia. Podobnie tracą złocistożółtą barwę kwiaty zgniecione przy zbiorze lub w czasie transportu. Suszyć należy szybko, najlepiej w suszarni w temp. 35 °C, rozłożone pojedynczą warstwą. Po wysuszeniu kwiaty dziewanny pakuje się do szczelnych naczyń szklanych lub metalowych, silnie ugniatając; najlepiej sprasować je w cegiełki i zawinąc w celofan. Przechowywać należy w miejscach suchych i zaciemnonych ponieważ szybko ulegają zbrunatnieniu w wilgotnych warunkach.

## Uprawa
Uprawiana jako roślina ozdobna. Nadaje się na rabaty. Strefy mrozoodporności 5-10, źle toleruje mokre zimy. Wymaga słonecznego lub nieco tylko zacienionego stanowiska i przepuszczalnych gleb. Rozmnaża się przez nasiona wysiewane wiosną lub późnym latem (zaraz po zbiorze). Można też późną jesienią dzielić rozrośnięte kępy.